# 戰國英豪
《戰國英豪》（日语：隠し砦の三悪人）為1958年由日本導演黑澤明執導的電影，主角為三船敏郎、上原美佐等人。喬治·盧卡斯曾坦言其於1977年執導的《星際大戰》第四部曲即是參考此作品所創作出來的，此外其片頭與片尾亦模仿自本片。
本片後被翻拍為《黃金公主：敵中突破》（日语：隠し砦の三悪人 THE LAST PRINCESS），於2008年5月10日上映，導演為樋口真嗣。由松本潤、長澤雅美、阿部寬等人主演。

## 內容簡介
日本戰國時代、被山名家滅亡的秋月家當中，有一名忠心的武將真壁意圖擁立小公主雪姫再興主家，並將軍資黃金藏匿在某個山砦中。真壁利用了貪圖黃金的農民二人，使他們協助背負黃金，帶著公主穿越敵國以扺達同盟國早川的領地求援，途中偽裝成農人，但任性的公主經常被敵方識破而數度發生驚險的場面，但皆被冷靜智勇的真壁武將所化解。（《星際大戰》中莉亞公主的原型即是雪姬，而機器人C-3PO和R2-D2即是模仿一高一矮的農夫又七與太平二人）
黑澤明以時代劇的故事；探討的是人性深處的惡，兩個貪婪自私的農民，又七與太平，兩個形象齷齪的小人物，經常打閙鬥嘴，像是一對歡喜冤家。雖然是秋月國的臣民，但他們從來就不知道“忠”字怎麽寫，只知道保命第一，發財第二，其他忠誠，氣節，還不如從村民那裏偷來的一袋米。他們是最能呈現小庶民性格弱點的人物，因爲他們不時的弄巧成拙和幼稚的鬥嘴打鬧。從敵軍手中幸運逃脫的他們，無意中發現了秋月公主逃難時包裹在樹枝裏面的黃金，本以爲可以趁機發一筆大財，卻不巧成爲護送公主和黃金逃離山名軍掌控的人，非自願爲秋月家族日後的復興奉獻了一份微薄之力。在逃亡過程四人被不斷追緝；多次幸運的蒙混過關；關卡的守將才明白剛放走的正是所要緝拿的對象。後來四人變爲五人偽裝，但凡事不過三，第三次被搜查時，終于被識破，終究憑藉大將軍真壁的過人武藝突圍，與敵方大將兩人之間的對決是最具武士精神的對決（由於兩人之間曾經的好友關係），輸者服輸，體現出武士的風度。之後雖然他們混進了參加火祭典的隊伍中同衆人一起狂歡，但那麽多金子還是拖了他們的後腿，爲了搬運金子不得不延緩腳步，最後只好束手就擒。好在敵方大將軍良心及時發現，在行刑前臨陣倒戈，救出了公主和真壁。又七與太平的小人嘴臉再次在危急關頭展現出來，他們並沒有珍惜這段時間的患難友誼，而是臨陣逃脫，並試圖告發公主以獲取賞金。可正當他們興高采烈來到守兵那裏告狀時，卻遭到了對方的嘲笑，因爲公主和真壁已經被擒。這兩個貪財的小人，直到最後要被處死時才明白了許多道理，而此時高高在上的正是已復國的秋月公主和真壁將軍。最後拿到賞金的二人在經過一段艱難冒險讓他們終於學會了相互謙讓。

## 角色
- 三船敏郎（真壁六郎太）
- 上原美佐（雪姫）
- 千秋實（太平）
- 藤原釜足（又七）
- 藤田進（田所兵衛）
- 志村喬（老將長倉和泉）
- 三好榮子（老女）
- 藤木悠（山頂關卡的士兵）
- 加藤武（敗戰武士）
- 上田吉二郎（人口販子）

## 翻拍版本
本片的翻拍版作品《黃金公主：敵中突破》於2007年11月1日開始，在阿蘇山、熊本城、茨城縣、靜岡縣等地拍攝。總製作費大約15億日圓。於2008年5月10日上映。

### 主要角色
- 武蔵：松本潤
- 雪姫：長澤雅美
- 真壁六郎太：阿部寛
- 鷹山刑部：椎名桔平
- 新八：宮川大輔
- 甲本雅裕
- 高嶋政宏
- 國村隼
- KREVA（日语：KREVA）
- 黑瀨真奈美
- 生瀨勝久
- 古田新太
- 上川隆也

## 外部連結
- 隠し砦の三悪人 - 日本电影数据库
- 互联网电影数据库（IMDb）上《The Hidden Fortress》的资料（英文）